# スダン
スダン（Sedan、セダンとも）は、ムーズ川に面した、フランス北東部のグラン・テスト地域圏アルデンヌ県のコミューン。

## 概要
BBC制作の『レ・ミゼラブル』（全8話）は、この地で、ロケーションも行われた。

## 歴史

### スダン公国
1560年から1642年までフランスから独立していたスダン公国の首都だった。

### 普仏戦争
普仏戦争におけるセダンの戦いの戦場。プロイセン軍の陽動作戦にはまり、フランス皇帝ナポレオン3世が包囲され捕虜となった地として知られる。

### 第二次世界大戦
第二次世界大戦でも激戦地となった。ナチス・ドイツ西部戦線電撃戦の舞台である。1940年5月、ベルギーからアルデンヌ県にかけて広がる森林地帯を抜けて奇襲してきた精鋭のドイツ戦車部隊と、二線級のフランス歩兵部隊がムーズ川の渡河を賭けて戦闘。しかし、わずか2日の戦闘で陥落。
5月15日にはドイツ軍の渡河を許してしまった（以後、連合国軍は快速のドイツ機甲部隊に包囲され、大敗北となった）。

## スポーツ
- CSスダン・アルデンヌ - この都市に本拠を構えるサッカークラブ。2019-20シーズンはフランス全国選手権2に所属する。

## 関係者
- 出身者
- アンリ・ド・ラ・トゥール・ドーヴェルニュ (テュレンヌ子爵)

## 姉妹都市
- アイゼナハ、ドイツ